# Vaderlandsch woordenboek
Het Vaderlandsch woordenboek is een Nederlandstalig woordenboek dat in Amsterdam werd geschreven door Jacobus Kok in de periode 1780-1795. Het woordenboek bestaat uit 35 delen. De eerste 18 delen zijn zonder afbeeldingen. Van deel 19 tot 35 zijn er afbeeldingen, kaarten en portretten van de hand van Jan Fokke.